# البحث والتتبع بالأشعة تحت الحمراء

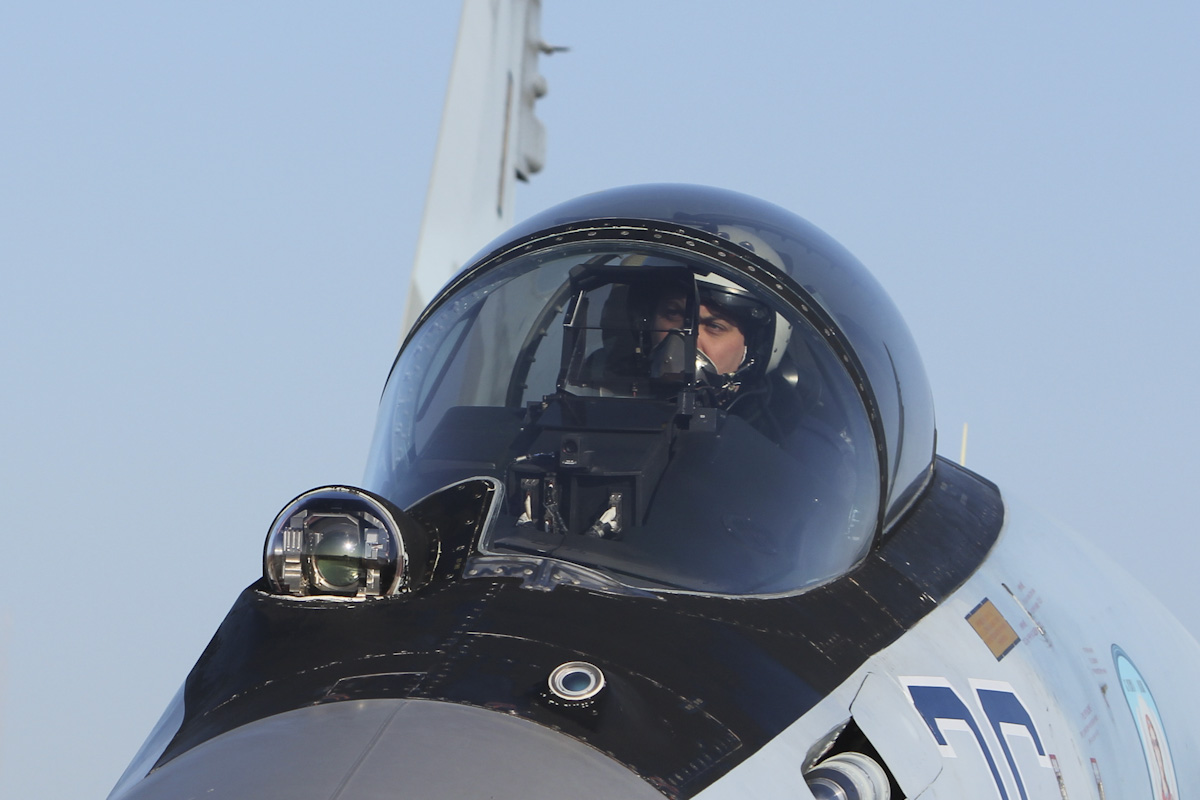
مستشعر IRST على طائرة سوخوي Su-35

نظام البحث والتتبع بالأشعة تحت الحمراء ( IRST ) (يُعرف أحيانًا باسم الرصد والتتبع بالأشعة تحت الحمراء ) هو طريقة لاكتشاف وتتبع الأشياء و الاهداف التي تصدر إشعاعًا تحت الأحمر ، مثل التوقيعات تحت الحمراء للطائرات النفاثة والمروحيات . 
IRST هي حالة عامة للأشعة تحت الحمراء الموجهة للأمام (FLIR)، أي من التطلع للأمام إلى الوعي الشامل بالموقف . تعتبر هذه الأنظمة سلبية ( كاميرا حرارية )، وهذا يعني أنها لا تصدر أي إشعاعات خاصة بها، على عكس الرادار . وهذا ما يمنح هذه الانظمه ميزة حيث من الصعب اكتشافهم.
ومع ذلك، نظرًا لأن الغلاف الجوي يُضعف الأشعة تحت الحمراء إلى حدٍ ما (على الرغم من أنه ليس بقدر الضوء المرئي )، و الطقس السيئ يمكن أن يضعفها أيضًا (مرة أخرى، ليس بقدر الأنظمة المرئية)، فإن نطاقها محدود مقارنة بالرادار. ضمن النطاق، تكون الدقة الزاوية لـ IRST أفضل من الرادار بسبب الطول الموجي الأقصر.